# Příčný vrch

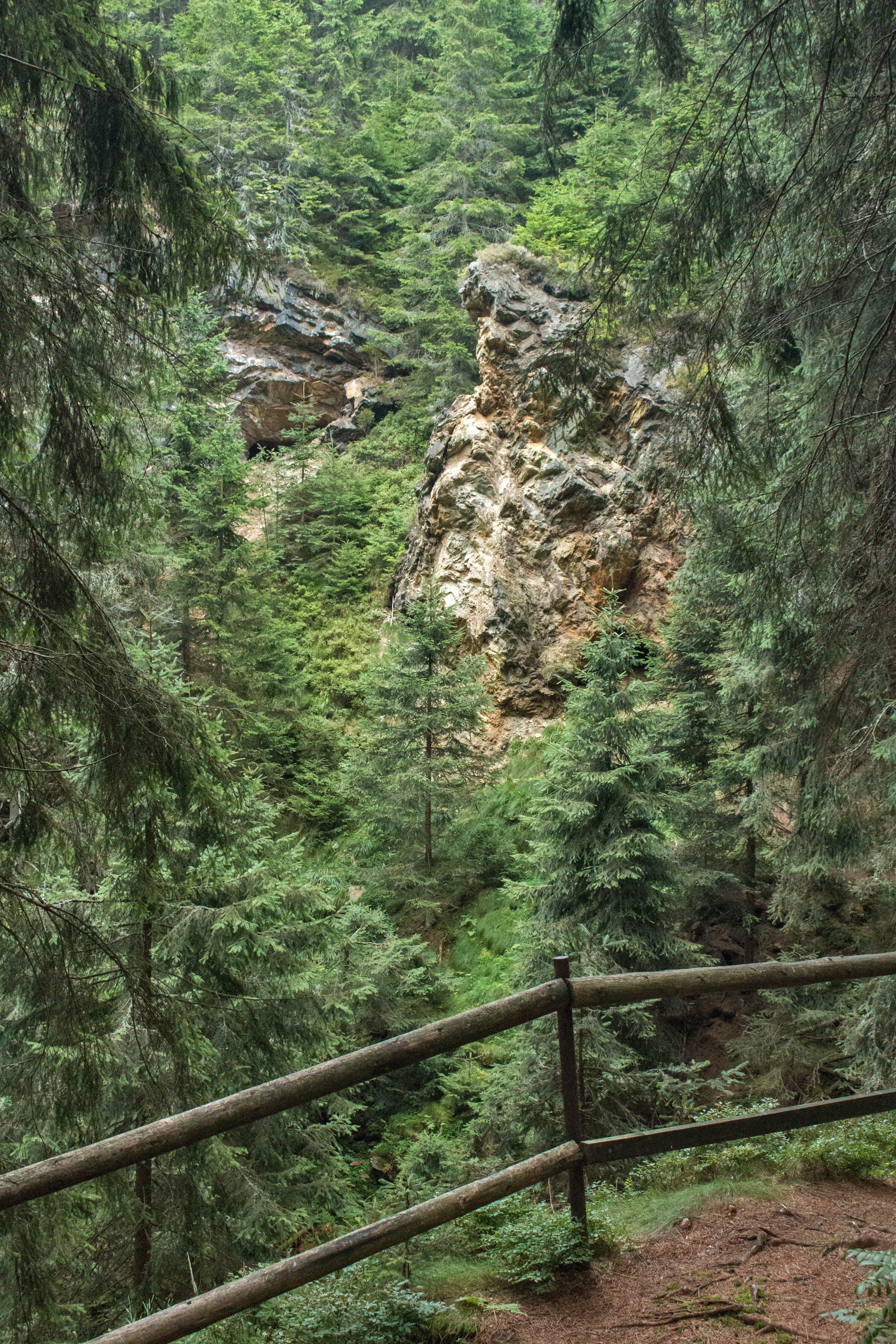
Velké pinky západně od vrcholu

Příčný vrch je s výškou 975 m n. m. nejvyšší horou Zlatohorské vrchoviny v severní části Jeseníků, 5 km jižně od města Zlaté Hory. Má podobu plochého hřebene dlouhého asi 3 km. Hřeben je porostlý smrkovým lesem s příměsí buku. Hora je součástí Koruny Sudet, polského turistického odznaku za zdolání nejvyšších hor Krkonošsko-jesenické soustavy.

## Doly
Od středověku byla hora místem těžby zlata (ložiska v oblasti Zlatých Hor byla objevena už v roce 1220) a dalších kovů jako olovo, měď a pyrit (pro výrobu kyseliny sírové). Doly byly zavřeny v prosinci 1993. Zbyly po nich desítky šachet a chodníků o celkové délce asi 120 km, ale většina z nich byla z bezpečnostních důvodů zasypána.
Hornickou historii hory připomíná Zlatohorská hornická naučná stezka, která začíná i končí ve Zlatých Horách a vede přes 15 zastavení (např. Měděná štola, Starohoří, Olověná štola). Celá stezka měří 16 km.

## Přístup
Na Příčný vrch lze vystoupat ze všech světových stran. Nejkratší cesta vede ze severovýchodu po zlatohorské hornické naučné stezce, od poutního kostela Panny Marie Pomocné, postaveného v roce 1841 a obnového v roce 1993. Tato cesta měří 2,5 km s převýšením 260 metrů. Jen o málo delší cesty vedou od jihu (z Heřmanovic po červené) a západu (z Horního Údolí po údolské hornické naučné stezce). Nejhodnotnější výstup vede od severu ze Zlatých Hor. Měří 5,5 km a dosahuje i největšího převýšení 500 metrů. Prochází skiareálem Příčná, přes Zámecký vrch se zříceninou gotického hradu Edelštejn a dál po zlatohorské hornické naučné stezce k vrcholu.